# Felipa de Henao
Felipa de Henao (francés medio: Philippe de Hainaut, 24 de junio de 1314-15 de agosto de 1369) fue reina de Inglaterra como esposa del rey Eduardo III.
Eduardo prometió en 1326 casarse con ella dentro de los dos años siguientes. Se casaron, primero por poderes, cuando Eduardo se lo encargó al obispo de Coventry "para casarla en su nombre" en Valenciennes (segunda ciudad en importancia del condado de Henao) en octubre de 1327. El matrimonio fue celebrado formalmente en la Catedral de York el 24 de enero de 1328, algunos meses después de la ascensión de Eduardo al trono de Inglaterra. En agosto de 1328, también fijó la dote de su esposa. Felipa actuó como regente en 1346, cuando su marido se ausentaba de su reino, y también lo acompañaba a menudo en sus expediciones a Escocia, Francia y Flandes. Felipa fue muy popular entre el pueblo inglés por su bondad y compasión, que se demostraron en 1347 cuando convenció al rey Eduardo que salvara las vidas de los burgueses de Calais. Esta popularidad ayudó a mantener la paz en Inglaterra durante el largo reinado de Eduardo. El mayor de sus catorce hijos fue Eduardo, el Príncipe Negro, que llegó a ser un renombrado caudillo militar. Felipa murió a la edad de cincuenta y cinco años, según parece por edema. La universidad The Queen's College (Oxford) fue fundada en su honor.

## Primeros años
Felipa nació en Valenciennes, en el condado de Henao, en los Países Bajos, hija de Guillermo I, conde de Henao, y Juana de Valois, condesa de Henao, nieta de Felipe III de Francia. Era una de los ocho hijos y la segunda de cinco hijas. Su hermana mayor Margarita se casó con el rey alemán Luis IV en 1324. En 1345, sucedió a su hermano Guillermo II, conde de Henao, después de que cayera en combate. Los condados de Guillermo de Zelandia y Holanda, así como el señorío del Friso, fueron transferidos a Margarita después del acuerdo entre Felipa y su hermana. Eduardo III de Inglaterra, sin embargo, en 1364-65, en nombre de su esposa Felipa, exigió la devolución de Henao y otras herencias que habían sido entregadas a los duques de Baviera-Straubing. No tuvo éxito, ya que era costumbre en estas regiones favorecer a los herederos varones.

## Compromiso con Eduardo III de Inglaterra

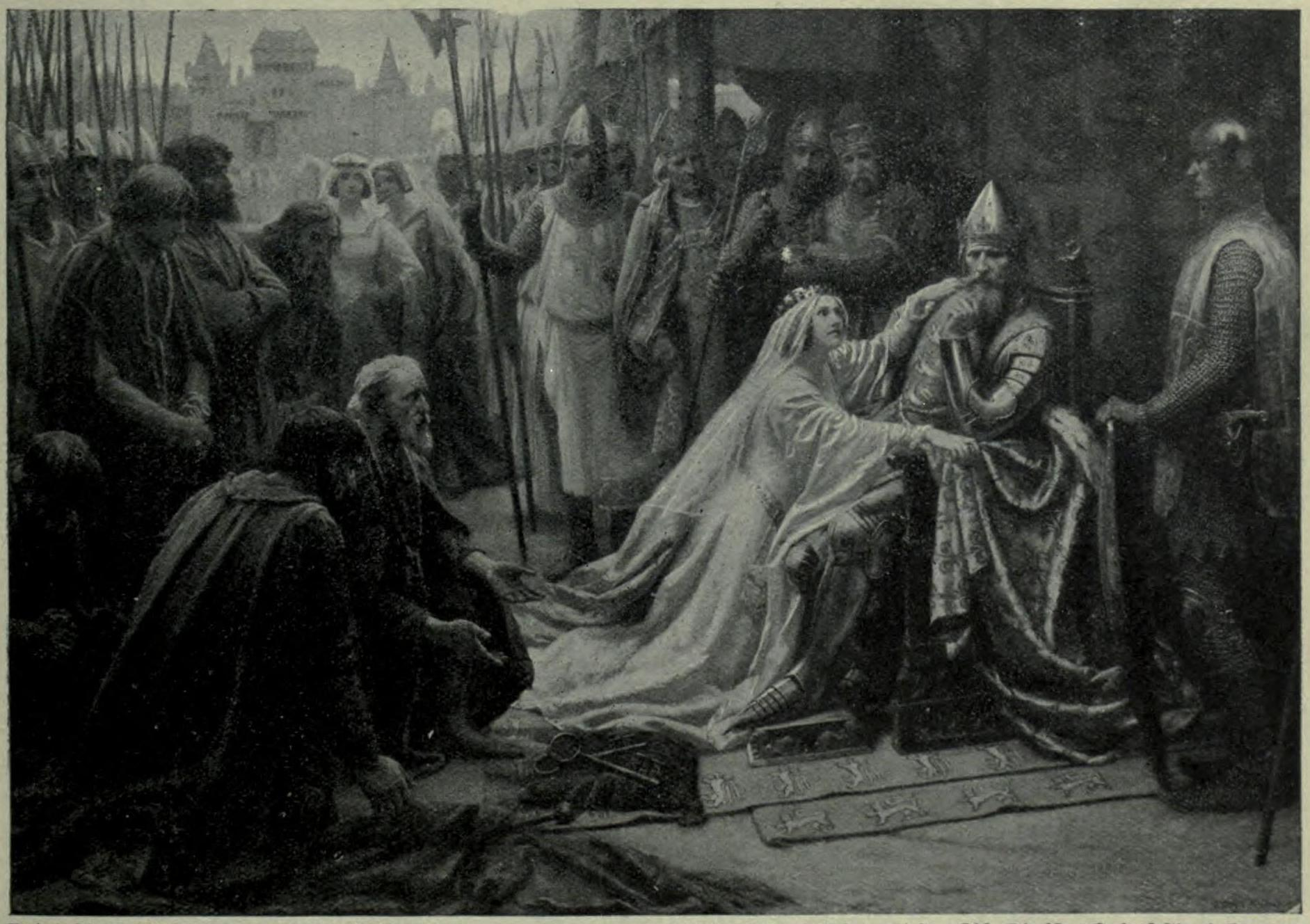
La reina Felipa intercede por los burgueses de Calais, por J. Penrose

El rey Eduardo II de Inglaterra había decidido que una alianza con Flandes beneficiaría a Inglaterra y envió al obispo Stapledon de Exeter al continente como embajador. En su viaje, atravesó el condado de Henao para conocer a las hijas del conde Guillermo de Henao, para determinar qué hija sería la más conveniente como novia para el príncipe Eduardo. El informe del obispo al rey describe a una de las hijas del conde en detalle. Una anotación posterior dice que describe a Felipa como niña, pero el historiador Ian Mortimer argumenta que en realidad es una descripción de su hermana mayor Margarita. La descripción decía:

La señora a la que vimos no tiene el pelo común, entre azul-negro y marrón. Su cabeza es bien definida. Su frente alta y ancha, y algo sobresaliente. Su cara se estrecha entre los ojos, y la parte inferior de su cara es aún más estrecha y delgada que su frente. Sus ojos son de color castaño negruzco y profundos. Su nariz es bastante lisa y uniforme, salvo que es algo ancha en la punta y también aplanada, y sin embargo no es respingona. Sus fosas nasales son también anchas, su boca bastante amplia. Sus labios algo llenos, y especialmente el labio inferior. Sus dientes que han caído y vuelto a crecer son bastante blancos, pero los demás no son tan blancos. Los dientes inferiores se proyectan un poco más allá de la parte superior; pero no se nota mucho. Sus orejas y su barbilla son bastante agradables. Su cuello, sus hombros, y todo su cuerpo están bien proporcionados y no tienen nada; y nada está mal hasta donde un hombre puede ver. Además, es marrón de piel por todas partes, y mucho como su padre; y en todas las cosas es bastante agradable, como nos parece. Y la doncella será de la edad de nueve años en el día de San Juan próximo a venir, como su madre dice. No es demasiado alta ni demasiado baja para dicha edad; es de buen porte, y bien educada en todo lo que se refiere a su rango, y muy estimada y bien amada de su padre y madre y por toda su servidumbre, en la medida en que pudimos investigar y aprender la verdad.

Cuatro años más tarde, Felipa fue prometida al príncipe Eduardo cuando, en el verano de 1326, la reina Isabel llegó a la corte de Henao buscando ayuda del conde Guillermo para destituir al rey Eduardo. El príncipe Eduardo había acompañado a su madre a Henao, quien había arreglado los esponsales a cambio de la ayuda del conde. Como la pareja eran primos de segundo grado, se requería una dispensa papal la cual fue enviada por el Papa Juan XXII desde Aviñón en septiembre de 1327. Felipa y su séquito llegaron a Inglaterra en diciembre de 1327 escoltados por su tío Juan de Henao. El 23 de diciembre llegó a Londres, recibiendo una "acogida entusiasta".

## Reina de Inglaterra

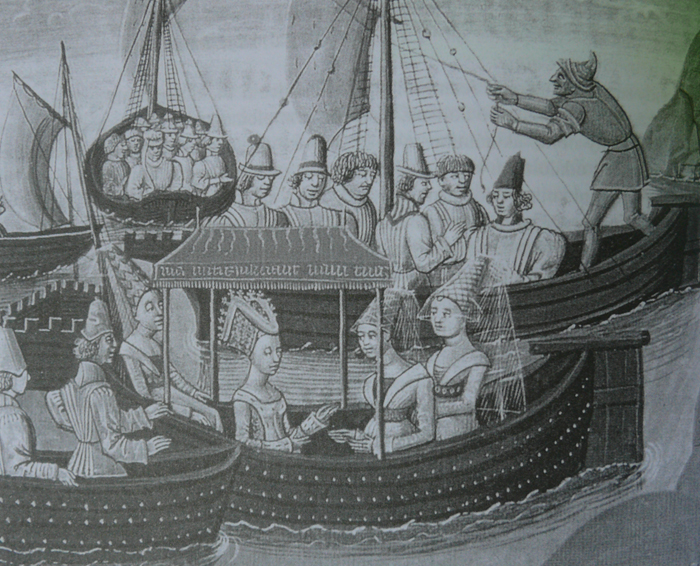
Philippa de Hainaut se muestra sentada bajo el dosel

Felipa se casó con Eduardo en Catedral de York, el 24 de enero de 1328, once meses después de su ascensión al trono; aunque, los gobernantes de facto del reino eran su madre, la reina viuda Isabel y su avaricioso amante Roger Mortimer, primer conde de March, que actuaron conjuntamente como sus regentes. Poco después de su matrimonio la pareja se retiró a vivir en el Palacio de Woodstock en Oxfordshire. A diferencia de muchas de las reinas anteriores, no llevó extranjeros a la corte ni impuso costumbre alguna de su país. Como Isabel no deseaba renunciar a su propio estatus, la coronación de Felipa fue pospuesta por dos años. Finalmente fue coronada reina el 4 de marzo de 1330 en la abadía de Westminster, cuando ya estaba embarazada de casi seis meses, de manera que dio a luz a su primer hijo, Eduardo, en junio siguiente apenas nueve días antes de su decimosexto cumpleaños.
En octubre de 1330, el rey Eduardo comenzó su gobierno cuando puso en marcha un ataque y ordenó el arresto de su madre y Mortimer. Poco después, este último fue ejecutado por traición, y la reina viuda Isabel fue enviada al castillo de Rising en Norfolk, donde pasó varios años bajo arresto domiciliario, pero con sus privilegios y libertad de movimiento que le devolvió su hijo.
Acompañó a su esposo en sus expediciones a Escocia (1333) y al continente europeo en sus primeras campañas de la Guerra de los Cien Años, a Flandes (1338-1340), siendo aclamada por su gran generosidad y compasión. Pasó a la historia como aquella reina de corazón noble y cálido que pidió a su esposo de rodillas que perdonara a los burgueses de Calais, a los que el rey pensaba ejecutar para castigarles por su rebeldía. Este episodio, como la mayor parte de lo que se sabe de esta reina, se debe al cronista Jean Froissart, que formaba parte de su corte y que describió en términos propios el renacimiento caballeresco de la época, denominada por Johan Huizinga El otoño de la Edad Media.
Actuó como regente de Inglaterra durante la ausencia de su esposo en 1346. Ante una invasión escocesa, reunió al ejército inglés y se enfrentó a los escoceses en una exitosa batalla cerca de Newcastle: lideró a los soldados ingleses a caballo antes de la batalla, lo que resultó en una victoria inglesa y el rey escocés fue hecho prisionero. Influyó en el rey para que se interesase por la expansión comercial de la nación. Felipa fue mecenas del cronista Jean Froissart, y poseía varios manuscritos ilustrados, uno de los cuales se encuentra actualmente en la biblioteca nacional de París.

## Últimos años y muerte

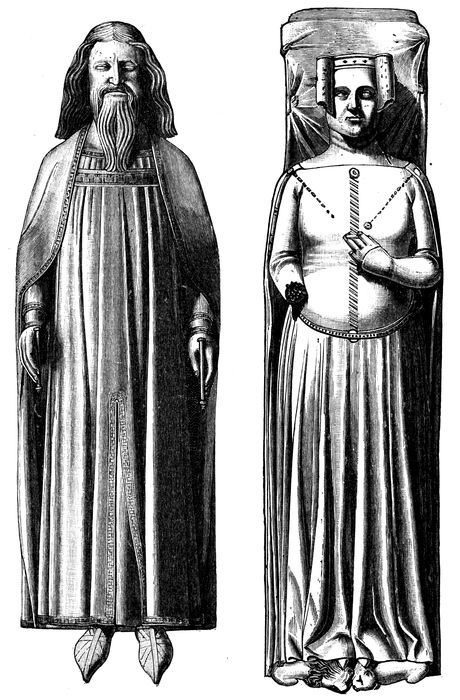
Efigies de Eduardo III y Felipa de Henao

Tuvo catorce hijos, de los cuales sobrevivió a nueve. Tres de ellos perecieron de Peste Negra en 1348. El 15 de agosto de 1369, Felipa murió de edema en el Castillo de Windsor a la edad de cincuenta y cinco años. Se celebró un funeral de Estado seis meses después, el 29 de enero de 1370, y fue enterrada en la Abadía de Westminster. Su tumba fue colocada en el lado noreste de la capilla de Eduardo el Confesor y en el lado opuesto de los abuelos de su marido, Eduardo I y Leonor de Castilla, y el bisabuelo Enrique III. Su efigie de alabastro fue bellamente ejecutada por el escultor Jean de Liège. Ocho años más tarde Eduardo III murió y fue enterrado junto a Felipa. Según todos los informes, su matrimonio, que duró cuarenta años, había sido feliz.

## Hijos

Escudo de armas de Felipa como reina consorte

Felipa y Eduardo tuvieron trece hijos, cinco de los cuales vivieron hasta edad adulta y la rivalidad entre sus numerosos descendientes durante el siglo XV, dieron lugar a las largas guerras dinásticas y sangrientas conocidas como las Guerras de las Dos Rosas.
| Nombre                                   | Nacimiento                                                     | Muerte                                           | Notas |
| ---------------------------------------- | -------------------------------------------------------------- | ------------------------------------------------ | --- |
| Eduardo, el príncipe negro               | 15 de junio de 1330 Palacio de Woodstock, Oxfordshire          | 8 de junio de 1376                               | Casado con su prima Juana de Kent el 10 de octubre de 1361; Hijos (Ricardo II de Inglaterra). |
| Isabel                                   | 16 de junio de 1332 Palacio de Woodstock, Oxfordshire          | Abril de 1379 o 17 de junio/5 de octubre de 1382 | Casada con Enguerrand VII de Coucy, 1.er conde de Bedford el 27 de julio de 1365; con hijos. |
| Juana                                    | 19 de diciembre de 1333 o 28 de enero de 1334 Torre de Londres | 1 de julio de 1348                               | Comprometida con Pedro I de Castilla pero murió de la peste negra durante el viaje a Castilla antes de que el matrimonio pudiera tener lugar. Las dos hijas de Pedro de su unión con María de Padilla se casarían más tarde con los hermanos menores de Juana, Juan y Edmundo.                      |
| William de Hatfield                      | 16 de febrero de 1337 Hatfield (South Yorkshire)               | antes del 3 de marzo de 1337                     | Murió poco después de su nacimiento. Enterrado en la Catedral de York. |
| Leonel de Amberes                        | 29 de noviembre de 1338 Amberes                                | 7 de octubre de 1368                             | Casado con (1) Isabel de Burgh en 1352; Con hijos. Casado con (2) Violante Visconti el 28 de mayo de 1368; Sin hijos. |
| Juan de Gante, primer duque de Lancaster | 6 de marzo de 1340 Gante                                       | 3 de febrero de 1399                             | Casado con (1) Blanca de Lancaster el 19 de mayo de 1359; Con hijos (Enrique IV de Inglaterra). Casado con (2) Infanta Constanza de Castilla in 1371; Con hijos. Casado con (3) Catalina de Roet-Swynford (su amante) en 1396; Con hijos. El ducado de Beaufort continúa en la línea masculina hoy. |
| Edmundo de Langley primer duque de York  | 5 de junio de 1341 Kings Langley, Hertfordshire                | 1 de agosto de 1402                              | Casado con (1) Infanta Isabel de Castilla hermana de la segunda esposa de Juan de Gante; con hijos. Casado con (2) Juana Holland (prima segunda) en 1392. Sin hijos. |
| Blanca                                   | Marzo 1342 Torre de Londres                                    | Marzo 1342 Torre de Londres                      | Murió poco después de su nacimiento. Enterrada en la abadía de Westminster. |
| María                                    | 10 de octubre de 1344 Arzobispado de Waltham, Hampshire        | Septiembre de 1361                               | Casada con Juan V de Bretaña el 3 de julio de 1361; Sin hijos. |
| Margarita                                | 20 de julio de 1346 Windsor                                    | 1 de octubre/25 de diciembre de 1361             | Casada con Juan Hastings, 2º conde de Pembroke el 13 de mayo de 1359; sin hijos. |
| Tomás de Windsor                         | Summer 1347 Windsor                                            | Septiembre de 1348                               | Murió en la infancia de la peste. Enterrado en la iglesia de King's Langley, Hertfordshire |
| Guillermo de Windsor                     | antes del 24 de junio de 1348 Windsor                          | antes del 5 de septiembre de 1348                | Enterrado en la Abadía de Westminster. |
| Tomás de Woodstock, duque de Gloucester  | 7 de enero de 1355 Palacio de Woodstock, Oxfordshire           | 8/9 de septiembre de 1397                        | Casado con Leonor de Bohun en 1376; con hijos. |

## Legado
The Queen's College (Oxford) lleva su nombre. Fue fundado en 1341 por uno de sus capellanes, Robert de Eglesfield, en su honor. Philippa es un personaje de Los reyes malditos, una serie de novelas históricas francesas de Maurice Druon. Fue retratada por Françoise Burgi en la adaptación de la miniserie francesa de 1972, y por Marie de Villepin en la adaptación de 2005.

## Ancestros
|  |                                      |  |  |  |  |  |  |  |  |  |  |  |  |  |  |  |
|  | 16. Bouchard de Avesnes              |  |  |  |  |  |  |  |  |  |  |  |  |  |  |  |
|  |                                      |  |  |  |  |  |  |  |  |  |  |  |  |  |  |  |
|  |                                      |  |  |  |  |  |  |  |  |  |  |  |  |  |  |  |
|  | 8. Juan I de Avesnes                 |  |  |  |  |  |  |  |  |  |  |  |  |  |  |  |
|  |                                      |  |  |  |  |  |  |  |  |  |  |  |  |  |  |  |
|  |                                      |  |  |  |  |  |  |  |  |  |  |  |  |  |  |  |
|  | 17. Margarita de Constantinopla      |  |  |  |  |  |  |  |  |  |  |  |  |  |  |  |
|  |                                      |  |  |  |  |  |  |  |  |  |  |  |  |  |  |  |
|  |                                      |  |  |  |  |  |  |  |  |  |  |  |  |  |  |  |
|  | 4. Juan I de Henao                   |  |  |  |  |  |  |  |  |  |  |  |  |  |  |  |
|  |                                      |  |  |  |  |  |  |  |  |  |  |  |  |  |  |  |
|  |                                      |  |  |  |  |  |  |  |  |  |  |  |  |  |  |  |
|  | 18. Florencio IV de Holanda          |  |  |  |  |  |  |  |  |  |  |  |  |  |  |  |
|  |                                      |  |  |  |  |  |  |  |  |  |  |  |  |  |  |  |
|  |                                      |  |  |  |  |  |  |  |  |  |  |  |  |  |  |  |
|  | 9. Adelaida de Holanda               |  |  |  |  |  |  |  |  |  |  |  |  |  |  |  |
|  |                                      |  |  |  |  |  |  |  |  |  |  |  |  |  |  |  |
|  |                                      |  |  |  |  |  |  |  |  |  |  |  |  |  |  |  |
|  | 19. Matilde de Brabante              |  |  |  |  |  |  |  |  |  |  |  |  |  |  |  |
|  |                                      |  |  |  |  |  |  |  |  |  |  |  |  |  |  |  |
|  |                                      |  |  |  |  |  |  |  |  |  |  |  |  |  |  |  |
|  | 2. Guillermo I de Henao              |  |  |  |  |  |  |  |  |  |  |  |  |  |  |  |
|  |                                      |  |  |  |  |  |  |  |  |  |  |  |  |  |  |  |
|  |                                      |  |  |  |  |  |  |  |  |  |  |  |  |  |  |  |
|  | 20. Waleran III de Limburgo          |  |  |  |  |  |  |  |  |  |  |  |  |  |  |  |
|  |                                      |  |  |  |  |  |  |  |  |  |  |  |  |  |  |  |
|  |                                      |  |  |  |  |  |  |  |  |  |  |  |  |  |  |  |
|  | 10. Enrique V de Luxemburgo          |  |  |  |  |  |  |  |  |  |  |  |  |  |  |  |
|  |                                      |  |  |  |  |  |  |  |  |  |  |  |  |  |  |  |
|  |                                      |  |  |  |  |  |  |  |  |  |  |  |  |  |  |  |
|  | 21. Ermesinda I de Luxemburgo        |  |  |  |  |  |  |  |  |  |  |  |  |  |  |  |
|  |                                      |  |  |  |  |  |  |  |  |  |  |  |  |  |  |  |
|  |                                      |  |  |  |  |  |  |  |  |  |  |  |  |  |  |  |
|  | 5. Felipa de Luxemburgo              |  |  |  |  |  |  |  |  |  |  |  |  |  |  |  |
|  |                                      |  |  |  |  |  |  |  |  |  |  |  |  |  |  |  |
|  |                                      |  |  |  |  |  |  |  |  |  |  |  |  |  |  |  |
|  | 22. Enrique II de Bar                |  |  |  |  |  |  |  |  |  |  |  |  |  |  |  |
|  |                                      |  |  |  |  |  |  |  |  |  |  |  |  |  |  |  |
|  |                                      |  |  |  |  |  |  |  |  |  |  |  |  |  |  |  |
|  | 11. Margarita de Bar                 |  |  |  |  |  |  |  |  |  |  |  |  |  |  |  |
|  |                                      |  |  |  |  |  |  |  |  |  |  |  |  |  |  |  |
|  |                                      |  |  |  |  |  |  |  |  |  |  |  |  |  |  |  |
|  | 23. Felipa de Dreux                  |  |  |  |  |  |  |  |  |  |  |  |  |  |  |  |
|  |                                      |  |  |  |  |  |  |  |  |  |  |  |  |  |  |  |
|  |                                      |  |  |  |  |  |  |  |  |  |  |  |  |  |  |  |
|  | 1. Felipa de Henao                   |  |  |  |  |  |  |  |  |  |  |  |  |  |  |  |
|  |                                      |  |  |  |  |  |  |  |  |  |  |  |  |  |  |  |
|  |                                      |  |  |  |  |  |  |  |  |  |  |  |  |  |  |  |
|  | 24. Luis IX de Francia               |  |  |  |  |  |  |  |  |  |  |  |  |  |  |  |
|  |                                      |  |  |  |  |  |  |  |  |  |  |  |  |  |  |  |
|  |                                      |  |  |  |  |  |  |  |  |  |  |  |  |  |  |  |
|  | 12. Felipe III de Francia            |  |  |  |  |  |  |  |  |  |  |  |  |  |  |  |
|  |                                      |  |  |  |  |  |  |  |  |  |  |  |  |  |  |  |
|  |                                      |  |  |  |  |  |  |  |  |  |  |  |  |  |  |  |
|  | 25. Margarita de Provenza            |  |  |  |  |  |  |  |  |  |  |  |  |  |  |  |
|  |                                      |  |  |  |  |  |  |  |  |  |  |  |  |  |  |  |
|  |                                      |  |  |  |  |  |  |  |  |  |  |  |  |  |  |  |
|  | 6. Carlos de Valois                  |  |  |  |  |  |  |  |  |  |  |  |  |  |  |  |
|  |                                      |  |  |  |  |  |  |  |  |  |  |  |  |  |  |  |
|  |                                      |  |  |  |  |  |  |  |  |  |  |  |  |  |  |  |
|  | 26. Jaime I de Aragón                |  |  |  |  |  |  |  |  |  |  |  |  |  |  |  |
|  |                                      |  |  |  |  |  |  |  |  |  |  |  |  |  |  |  |
|  |                                      |  |  |  |  |  |  |  |  |  |  |  |  |  |  |  |
|  | 13. Isabel de Aragón                 |  |  |  |  |  |  |  |  |  |  |  |  |  |  |  |
|  |                                      |  |  |  |  |  |  |  |  |  |  |  |  |  |  |  |
|  |                                      |  |  |  |  |  |  |  |  |  |  |  |  |  |  |  |
|  | 27. Violante de Hungría              |  |  |  |  |  |  |  |  |  |  |  |  |  |  |  |
|  |                                      |  |  |  |  |  |  |  |  |  |  |  |  |  |  |  |
|  |                                      |  |  |  |  |  |  |  |  |  |  |  |  |  |  |  |
|  | 3. Juana de Valois, condesa de Henao |  |  |  |  |  |  |  |  |  |  |  |  |  |  |  |
|  |                                      |  |  |  |  |  |  |  |  |  |  |  |  |  |  |  |
|  |                                      |  |  |  |  |  |  |  |  |  |  |  |  |  |  |  |
|  | 28. Carlos de Anjou                  |  |  |  |  |  |  |  |  |  |  |  |  |  |  |  |
|  |                                      |  |  |  |  |  |  |  |  |  |  |  |  |  |  |  |
|  |                                      |  |  |  |  |  |  |  |  |  |  |  |  |  |  |  |
|  | 14. Carlos II de Anjou               |  |  |  |  |  |  |  |  |  |  |  |  |  |  |  |
|  |                                      |  |  |  |  |  |  |  |  |  |  |  |  |  |  |  |
|  |                                      |  |  |  |  |  |  |  |  |  |  |  |  |  |  |  |
|  | 29. Beatriz de Provenza              |  |  |  |  |  |  |  |  |  |  |  |  |  |  |  |
|  |                                      |  |  |  |  |  |  |  |  |  |  |  |  |  |  |  |
|  |                                      |  |  |  |  |  |  |  |  |  |  |  |  |  |  |  |
|  | 7. Margarita de Anjou-Sicilia        |  |  |  |  |  |  |  |  |  |  |  |  |  |  |  |
|  |                                      |  |  |  |  |  |  |  |  |  |  |  |  |  |  |  |
|  |                                      |  |  |  |  |  |  |  |  |  |  |  |  |  |  |  |
|  | 30. Esteban V de Hungría             |  |  |  |  |  |  |  |  |  |  |  |  |  |  |  |
|  |                                      |  |  |  |  |  |  |  |  |  |  |  |  |  |  |  |
|  |                                      |  |  |  |  |  |  |  |  |  |  |  |  |  |  |  |
|  | 15. María de Hungría                 |  |  |  |  |  |  |  |  |  |  |  |  |  |  |  |
|  |                                      |  |  |  |  |  |  |  |  |  |  |  |  |  |  |  |
|  |                                      |  |  |  |  |  |  |  |  |  |  |  |  |  |  |  |
|  | 31. Isabel la Cumana                 |  |  |  |  |  |  |  |  |  |  |  |  |  |  |  |
|  |                                      |  |  |  |  |  |  |  |  |  |  |  |  |  |  |  |
|  |                                      |  |  |  |  |  |  |  |  |  |  |  |  |  |  |  |